# Real Betis Balompié 1928-1929
Questa pagina raccoglie i dati riguardanti il Real Betis Balompié nelle competizioni ufficiali della stagione 1929-1930.

## Rosa
| N. |                   | Ruolo | Calciatore |
| -- | ----------------- | ----- | ---------- |
|    | Spagna (bandiera) | P     | Jesús      |
|    | Spagna (bandiera) | P     | Pedrosa    |
|    | Spagna (bandiera) | D     | Jesusín    |
|    | Spagna (bandiera) | D     | Jiménez    |
|    | Spagna (bandiera) | D     | Morales    |
|    | Spagna (bandiera) | D     | Tenorio    |
|    | Spagna (bandiera) | D     | Saldaña    |
|    | Spagna (bandiera) | C     | Adolfito   |
|    | Spagna (bandiera) | C     | Angelillo  |
|    | Spagna (bandiera) | C     | Soler      |
|    | Spagna (bandiera) | C     | Estévez    |

| N. |                   | Ruolo | Calciatore |
| -- | ----------------- | ----- | ---------- |
|    | Spagna (bandiera) | C     | Sebastián  |
|    | Spagna (bandiera) | C     | Germán     |
|    | Spagna (bandiera) | C     | Juárez     |
|    | Spagna (bandiera) | C     | Currinchi  |
|    | Spagna (bandiera) | A     | Enrique    |
|    | Spagna (bandiera) | A     | Manolín    |
|    | Spagna (bandiera) | A     | Álvarez    |
|    | Spagna (bandiera) | A     | Aranda     |
|    | Spagna (bandiera) | A     | León       |
|    | Spagna (bandiera) | A     | Carrasco   |
|    | Spagna (bandiera) | A     | Titi       |

## Statistiche

### Andamento in campionato
| Giornata  | 1 | 2 | 3 | 4 | 5 | 6  | 7  | 8 | 9 | 10 | 11 | 12 | 13 | 14 | 15 | 16 | 17 | 18 |
| --------- | - | - | - | - | - | -- | -- | - | - | -- | -- | -- | -- | -- | -- | -- | -- | -- |
| Luogo     | T | C | T | C | T | C  | T  | T | T | C  | T  | C  | T  | C  | T  | C  | C  | C  |
| Risultato | P | N | P | N | N | P  | P  | N | P | V  | P  | V  | P  | V  | V  | V  | V  | V  |
| Posizione | 9 | 9 | 9 | 9 | 9 | 10 | 10 | 8 | 9 | 10 | 8  | 9  | 8  | 9  | 7  | 7  | 6  | 6  |

Fonte:  Betis 1928/29, su bdfutbol.com.
Legenda:

Luogo: C = Casa; T = Trasferta. Risultato: V = Vittoria; N = Pareggio; P = Sconfitta.